# 495 av. J.-C.
Cette page concerne l'année 495 av. J.-C. du calendrier julien proleptique.

## Événements
- 18 octobre : à Rome, début du consulat de Appius Claudius Sabinus Regillensis (Inregillensis), Publius Servilius Priscus Structus[1].

## Naissances
- Périclès (v. 495-Athènes 429 av. J.-C.)
- Sophocle (ou 496 av. J.-C.)

## Décès de ces personnages
- Pythagore.
- Tarquin le Superbe.